# Język chwarszyjski
Język chwarszyjski (nazwa własna Kedaes hikwa) – jeden z niewielkich języków kaukaskich, używany w południowym Dagestanie. Język chwarszyjski należy do języków didojskich w zespole awaro-didojskim, tworzącym podgrupę wśród języków dagestańskich w grupie północno-wschodniej (nachsko-dagestańskiej) języków kaukaskich.
Językiem chwarszyjskim posługuje się ludność we wsi Chwarszi w południowodagestańskim okręgu cumadyjskim. Od nazwy tej wsi pochodzi też nazwa języka. Dialekt inxokvari bywa rozpatrywany jako odrębny język. T. Salminen (2007) twierdzi, że łączenie go z chwarszyjskim właściwym ma wyłącznie charakter zwyczajowy.
Według danych z 2010 r. posługuje się nim 1740 osób. W 2007 r. oszacowano, że ma kilkaset użytkowników, a dialekt inxokvari – ok. 1000 użytkowników.
Dane mówiące o liczbie osób posługujących się tym językiem nie są zbyt dokładne, ponieważ w dużej mierze opierały się na szacunkach. Według statystyk w 1926 r. języka tego używało 1019 osób. W późniejszym czasie użytkownicy chwarszyjskiego uznawani byli za odłam Awarów i tak też zapisywani podczas kolejnych spisów powszechnych. Szacunki z roku 1958 podawały liczbę 1800 użytkowników języka, dane za rok 1967 donosiły o ponad 1 tys., natomiast według spisu powszechnego, przeprowadzonego na terenie Federacji Rosyjskiej w 2000 r. liczba osób posługujących się tym językiem wynosi zaledwie 128 osób, w tym tylko 107 w Dagestanie. Tak niską liczbę użytkowników chwarszyjskiego tłumaczy się tym, iż przypuszczalnie większość Chwarszów podała podczas spisu narodowość awarską.
Język chwarszyjski nie wykształcił piśmiennictwa. Jest używany wyłącznie w sytuacjach nieformalnych, w domu, wśród przyjaciół. W charakterze języka literackiego wykorzystywany jest język awarski, jako największy język literacki Dagestanu. W użyciu jest także język rosyjski. Chwarszyjski bywa znany dzieciom, ale mimo to jest zdecydowanie zagrożony wymarciem, do czego przyczynia się niewielka liczebność społeczności i dominacja awarskiego.
Chwarszyjski jest językiem ergatywnym.
Ze względu na historię tego języka widoczne są wpływy języka awarskiego, tureckiego, arabskiego, gruzińskiego. W XX w. znalazł się pod silnym wpływem rosyjskiego, z którego zaczerpnął m.in. słownictwo techniczne.
Ze względu na niewielką liczbę użytkowników języka, a także z powodu obniżania się prestiżu języka wśród jego użytkowników, uważa się, iż grozi mu wymarcie w ciągu najbliższych kilkudziesięciu lat.
Pierwsze dane nt. języka chwarszyjskiego zebrał R. von Erckert pod koniec XIX w.